# 路易斯·拉蒙·加里多
路易斯·拉蒙·加里多（西班牙語：Luis Ramon Garrido，1996年5月10日—），墨西哥男子羽毛球運動員。

## 簡歷
2014年11月，加里多出戰墨西哥羽毛球國際賽男子單打項目，在決賽中以2-1的成績（21-18、19-21、21-14）擊敗隊友利诺·穆尼奥斯並奪得個人生涯中首個國際賽冠軍。
2017年8月，加里多參加蘇格蘭格拉斯哥舉行的世界羽毛球錦標賽，出戰男子單打項目，首圈就以0比2（4-21、16-21）不敵日本的常山幹太出局。

## 主要比賽成績
只列出曾進入準決賽的國際賽事成績：
| 年份   | 賽事                         | 公開賽級別 | 項目     | 搭檔          | 成績   |
| ------ | ---------------------------- | ---------- | -------- | ------------- | ------ |
| 2013年 | 泛美洲青年羽毛球錦標賽       | 其他       | 男子單打 | －            | 季軍   |
| 2013年 | 泛美洲青年羽毛球錦標賽       | 其他       | 混合雙打 | 哈拉瑪拉·蓋坦 | 季軍   |
| 2014年 | 墨西哥羽毛球國際賽           | 國際系列賽 | 男子單打 | －            | 冠軍   |
| 2015年 | 千里達及托巴哥羽毛球國際賽   | 國際系列賽 | 男子單打 | －            | 亞軍   |
| 2015年 | 千里達及托巴哥羽毛球國際賽   | 國際系列賽 | 男子雙打 | 利诺·穆尼奥斯 | 冠軍   |
| 2015年 | 奧克蘭羽毛球國際賽           | 國際系列賽 | 男子單打 | －            | 準決賽 |
| 2016年 | 危地馬拉羽毛球國際賽         | 國際系列賽 | 男子單打 | －            | 準決賽 |
| 2017年 | 秘魯羽毛球國際系列賽         | 國際系列賽 | 男子單打 | －            | 冠軍   |
| 2017年 | 南方共同市場羽毛球國際系列賽 | 國際系列賽 | 男子單打 | －            | 冠軍   |
| 2017年 | 聖多明哥羽毛球公開賽         | 國際系列賽 | 男子單打 | －            | 亞軍   |
| 2017年 | 博茨瓦納羽毛球國際賽         | 國際系列賽 | 男子單打 | －            | 冠軍   |
| 2018年 | 秘魯羽毛球未來系列賽         | 未來系列賽 | 男子單打 | －            | 冠軍   |
| 2018年 | 喀麥隆羽毛球國際賽           | 國際系列賽 | 男子單打 | －            | 冠軍   |
| 2018年 | 科特迪瓦羽毛球國際賽         | 國際系列賽 | 男子單打 | －            | 冠軍   |
| 2022年 | 泛美洲羽毛球男女子團體錦標賽 | 其他       | 男子團體 | －            | 季軍   |
| 2023年 | 千里達及托巴哥羽毛球國際賽   | 國際系列賽 | 男子單打 | －            | 亞軍   |
| 2023年 | 墨西哥羽毛球未來系列賽       | 未來系列賽 | 男子單打 | －            | 冠軍   |
| 2023年 | 烏干達羽毛球國際系列賽       | 國際系列賽 | 男子單打 | －            | 冠軍   |
| 2023年 | 泛美運動會羽毛球比賽         | 其他       | 男子單打 | －            | 銅牌   |
| 2023年 | 贊比亞羽毛球國際賽           | 國際系列賽 | 男子單打 | －            | 冠軍   |
| 2024年 | 泛美洲羽毛球男女子團體錦標賽 | 其他       | 男子團體 | －            | 季軍   |

| 2007-2017年 | 首要超級賽 | 超級賽 | 黃金大獎賽 | 大獎賽 | 國際挑戰賽 | 國際系列賽 | 未來系列賽 | 其他 |

| 2018-2026年 | 總決賽 | 超級1000賽 | 超級750賽 | 超級500賽 | 超級300賽 | 超級100賽 | 國際挑戰賽 | 國際系列賽 | 未來系列賽 | 其他 |

### 奧運會和世錦賽參賽紀錄
|          | 2017 | 2024       |
| -------- | ---- | ---------- |
| 男子單打 | 64強 | 小組第三名 |